# Relevo do Equador
O relevo do Equador tem as seguintes características: território cortado de nordeste a sudoeste por duas cadeias da cordilheira dos Andes; vale central (entre as cadeias); planície costeira (oeste); planície Amazônica (leste).
O território equatoriano é recortado por duas cadeias paralelas pertencentes à cordilheira dos Andes: Oriental e Ocidental, que dividem o país em três regiões principais: o litoral, a região andina e o interior, este coberto de florestas tropicais. Do ponto de vista geológico, o território pode ser dividido em quatro elementos: zona costeira, constituída por sedimentos cretáceos e cenozoicos marinhos e continentais; a cordilheira Ocidental, formada por rochas metamórficas pré-cretáceas e e vulcânicas cretáceas; cordilheira Oriental ou Real, de cuja constituição participam rochas metamórficas e ígneas antigas, sedimentos do Paleozoico e rochas ígneas cretáceas; e a planície Amazônica, formada por rochas ígneas e sedimentos cretáceos e cenozoicos.
A planície litorânea, situada entre o oceano Atlântico e o sopé dos Andes, ocupa cerca da quinta parte do território. Sua largura máxima é de aproximadamente 150 km, ao norte de Guayaquil. Entre as cordilheiras se estende uma série de vales altos, como os de Quito, Tulcán e Cuenca, situados a mais de 2500m de altitude. Os Andes equatorianos constituem uma das áreas de maior atividade vulcânica do mundo. Entre o monte Sangay (5230m), na cordilheira Oriental, e a fronteira norte do país, existem cerca de vinte vulcões ativos, entre os quais o Cotopaxi, com 5.897m, o mais alto vulcão do mundo em atividade. O ponto mais alto do país é o monte Chimborazo (6.267m), na cordilheira Ocidental. Os cumes mais elevados se encontram cobertos por neves eternas.